# مارتن يان
مارتن يان (بالإنجليزية: Martin Yan)‏ هو شخصية أعمال وطاهي أمريكي، ولد في 22 ديسمبر 1948 في غوانزو في الصين.

## وصلات خارجية
- مارتن يان على موقع IMDb (الإنجليزية)
- مارتن يان على موقع ألو سيني (الفرنسية)
- مارتن يان على موقع أول موفي (الإنجليزية)
- مارتن يان على موقع إن إن دي بي (الإنجليزية)
- مارتن يان على موقع قاعدة بيانات الفيلم (الإنجليزية)
- مارتن يان على موقع ليتربوكسد (الإنجليزية)
- مارتن يان على موقع كينوبويسك (الروسية)